# Borg (Star Trek)
De Borg is een gemeenschap van cyborgs in het fictieve Star Trek-universum. Ze komen van oorsprong uit het Deltakwadrant. De Borg bestaan uit wezens die zijn geassimileerd in de gemeenschap; deze assimilatie vindt vrijwel nooit vrijwillig plaats. De Borg doken voor het eerst op in de serie Star Trek: The Next Generation.

## Overzicht
De Borg opereren als een groot geheel, waarbinnen de individuele Borg geen eigen wil of persoonlijkheid meer hebben. Alle Borg zijn onderling verbonden en denken hetzelfde. Een Borg kan zijn kennis doorgeven aan anderen, waardoor ze zich razendsnel kunnen aanpassen aan iedere situatie. Als een Borg bijvoorbeeld wordt aangevallen door wapens zoals een phaser met een bepaalde frequentie wordt hierop direct geanticipeerd: het Collectief berekent de verdediging, zodat overige Borg bij deze phaserfrequentie geen schade meer ondervinden. Borg kunnen ook bijvoorbeeld in de ruimte functioneren zonder hulpmiddelen buiten hun synthetische componenten om, zoals een ruimtepak.
De Borg zijn te herkennen aan hun diverse implantaten, een grijze huidskleur en een mechanische, robot-achtige motoriek. De algemene bouw is zonder uitzondering gelijk aan die van de mens hoewel zij een zeer groot aantal verschillende levensvormen geassimileerd hebben.
De gemeenschap van samendenkende Borgs heet "Het Collectief". Aan het hoofd van dit collectief staat de Borgkoningin. Zij heeft als enige een eigen wil en persoonlijkheid. Alle andere Borgs, darren (drones) genaamd, doen enkel wat hen opgedragen wordt. Ze negeren iemand geheel tenzij die persoon een gevaar vormt of geassimileerd moet worden. De koningin is het centrum van het collectief. Meerdere malen werd de koningin vernietigd, maar ze dook altijd later weer op. In de boeken gebaseerd op de serie Star Trek: Voyager werd onthuld dat als de koningin sterft, een speciaal computerprogramma een andere vrouwelijke Borg verandert in de nieuwe koningin. Gebeurt dit niet, dan valt het collectief uiteen en worden alle Borg uitgeschakeld. Dit gebeurde bijvoorbeeld in de film Star Trek: First Contact met een klein groepje Borgs dat naar het verleden was afgereisd.
In wezen berust de werking van de Borg als collectief op eenzelfde patroon als dat van bijvoorbeeld een mieren- of bijenkolonie, wat impliceert dat er meerdere koninginnen kunnen zijn. Gezien de omvang van het Borg-universum, in kaart gebracht door de USS Voyager (NCC - 73656), lijkt dat trouwens de enige manier om het Collectief over zulke grote afstanden bijeen te houden.
In een zeldzaam geval wordt er een tweede manifestatie van het Borg-collectief gekozen. Dit was het geval tijdens de tweede bekende assimilatiepoging van de Borg op de Federatie toen kapitein Jean-Luc Picard werd geassimileerd en als Locutus van Borg de assimilatie van de Federatie moest vergemakkelijken. Een dergelijke Borg-manifestatie heeft echter weinig gemeen met de vroegere persoon: het is in alle betekenissen van het woord een vertegenwoordiger van het Collectief, bijna zoals een dar, nog over een eigen wil beschikkend, maar onderworpen aan de collectieve geest.

## Assimilatie
De Borg assimileren niet zomaar, noch iedereen. In hun zoektocht naar perfectie selecteren ze individuen en rassen die kunnen bijdragen tot deze perfectie. Deze selectie gebeurt voornamelijk op basis van de technologische verworvenheden van een ras. Wanneer de aandacht van de Borg is getrokken, sturen zij één of meerdere schepen. Bij hun oproep is de begroeting:
"Wij zijn de Borg. U wordt geassimileerd. Laat uw schilden neer en geef uw schepen over. Wij zullen uw biologische en technologische kenmerken aan de onze toevoegen. Uw samenleving wordt aangepast om de onze te dienen. Verzet is zinloos."
Tijdens de assimilatie wordt technologie (zogenaamde nanosondes) geïnjecteerd in het lichaam van het slachtoffer door middel van een stel injectiebuisjes in de handen. Daardoor wordt het lichaam van het slachtoffer voorbereid voor verdere assimilatie en wordt hij haast willoos. Na de implantering van diverse systemen en het deels vervangen van het organische door synthetische elementen maakt het slachtoffer voortaan ook deel uit van de Borg-gemeenschap. Volgens Starfleet medische rapporten veroorzaken Borg implantaten ernstige huidirritaties, die blijvende littekens kunnen laten (genoemd in: Star Trek: First Contact). Borg die bij poging tot assimilatie van andere soorten zodanig gewond raken, dat herstel/reparatie niet meer mogelijk zijn, leggen hun implantaten af voordat zij zichzelf uitschakelen.
De Borg vallen nooit direct aan, maar onderzoeken of een schip, een gebied in de ruimte of een enkele vertegenwoordiger van een ras waardevol genoeg is en getalsmatig/technisch/strategisch zwakker zijn dan zij. In één enkel geval hebben de Borg een verkeerde inschatting gemaakt en een poging gedaan om een sterkere soort te assimileren (Species 8472).
Assimilatie kan worden teruggedraaid. Een Borg kan in bepaalde omstandigheden de eigen geest terugwinnen, indien hij/zij lang genoeg van het Collectief gescheiden is. Dit gaat gepaard met angstaanvallen, ontreddering en een onbeholpen poging om zichzelf te kalmeren. Dit is meestal genoeg om het onderbewustzijn te wekken. Personen die ooit geassimileerd waren maar later met succes zijn “bevrijd” uit het collectief zijn Jean-Luc Picard en Seven of Nine.
De Borg geven elke soort die zij pogen te assimileren een eigen, opeenvolgend nummer. Zo heeft bijvoorbeeld het menselijke ras een eigen soortnummering (soort 5618, zoals genoemd in Star Trek: Voyager, aflevering S5E15 Dark Front).

## Assimilatiepogingen van Starfleet en de Federatie door de Borg
De Borg doken voor het eerst op in Star Trek: The Next Generation. De Borg die de Enterprise toen tegenkwam waren al op weg naar de Aarde, hoewel die ver van hun collectief verwijderd was. Dit werd nader verklaard in de serie Star Trek: Enterprise. Hieronder staan de aanvallen van de Borg op de Aarde in chronologische volgorde:

### Star Trek: First Contact
Een Borg-bol komt in de film First Contact vanuit de toekomst naar het jaar 2063 en probeert de eerste warpvlucht (sneller dan het licht) van Zefram Cochrane te verhinderen. In de daaruit voortvloeiende alternatieve tijdslijn is de hele aarde geassimileerd tegen het eind van de 24e eeuw. De Enterprise 1701-E reist ook terug in de tijd en slaagt er uiteindelijk in om de Borg-bol te vernietigen, maar wordt daarbij haast zelf geassimileerd. De Borg doen een poging hun soortgenoten uit deze tijd op te roepen, maar falen.

### Star Trek: Enterprise
In 2153, vóór er sprake is van de Federatie, vindt men tussen wrakstukken op de Zuidpool enkele Borg Drones (hoewel ze hier niet bij naam worden genoemd). Deze Drones zijn vermoedelijk de Drones die in de film “First Contact” naar de Aarde vielen. Wanneer deze ontdooid worden, herstellen de nanoprobes de schade en worden de drones geactiveerd. Ze assimileren de aanwezige wetenschappers en kunnen een transporttoestel bemachtigen. De drones (uit de 24e eeuw) kunnen met hun kennis het transportschip snel upgraden en proberen terug te keren naar de Borg in de 22e eeuw, waar ze met kennis van 2 eeuwen in de toekomst het Borg-collectief kunnen verrijken. De Enterprise NX kan maar net het schip vernietigen. Wel kunnen de Drones een bericht naar het Deltakwadrant sturen, dat de Borg aldaar over 200 jaar zal bereiken. Het rapport over deze ontmoeting met de Borg verdwijnt echter in een archiefkast, want het klinkt allemaal te ongeloofwaardig. De ontmoeting wordt vergeten.

### Star Trek: The Next Generation
Q transporteert de Enterprise NCC1701-D naar het Delta Kwadrant wanneer Jean-Luc Picard denkt klaar te zijn voor alle gevaren van het universum. Volgens Q zullen de Borg Picards grootste uitdaging zijn. Hier ontmoet de crew een grote Borgkubus. De Enterprise wordt verpletterend verslagen en overleeft het enkel omdat Q weer ingrijpt en het schip terugstuurt naar het Alfakwadrant. De aandacht van de Borg is echter getrokken en ze doen een poging om het hart van de Federatie aan te vallen (Sector 001, de Aarde). Dit leidt uiteindelijk tot een confrontatie bij Wolf 359. Een vloot van Federatie en Klingon schepen probeert een enkele Borg-kubus te stoppen. Picard wordt zelf geassimileerd en verandert in de Borgleider Locutus, een speciale Borg die net als de Borgkoningin een eigen persoonlijkheid heeft. Picard wordt later gered en de aanval wordt afgeslagen door een exploit in het Borg-collectief door toedoen van Picard en Data.
Na de dramatische uitkomst van Wolf 359 proberen de Borg in 2373 nog een aanval op de aarde. Deze keer is de Federatie beter voorbereid en hebben ze wapens ontwikkeld specifiek voor dit doel. Het is echter pas na aankomst van het vlaggenschip van de Federatie (Enterprise NCC 1701-E) dat de balans in het voordeel van de Federatie uitslaat. Jean-Luc Picard gebruikt (bewust) kennis van zijn assimilatie om de Borg-kubus te vernietigen. Hij is echter niet in staat te verhinderen dat een Borg-bol terugkeert in de tijd naar 2063 om een poging te ondernemen de eerste Warp-vlucht van Zefram Cochrane te verhinderen (en zo de uitbouw van de Federatie te stoppen). Noodgedwongen zet de Enterprise de achtervolging in. In het verleden weten ze de Borg te verslaan, en de Enterprise keert terug naar het heden.

### Star Trek: Voyager
De USS Voyager strandt in het Delta Kwadrant en heeft hier geregeld confrontaties met de Borg, waaronder de Koningin van Unimatrix 01. Op hun tocht bevrijden ze uiteindelijk enkele Drones, waaronder Seven of Nine en een klein aantal kinderen.
De door de Voyager teruggebrachte kennis zal later van onschatbare waarde zijn om de Borg te verslaan. Ook de dankzij Voyager teruggevonden archieven van de Hansens, de ouders van Seven, dragen daar aan bij.
In de finale van de serie krijgen de Borg een zware slag toegediend door een op dat moment tot admiraal bevorderde kapitein Kathryn Janeway uit de toekomst, die de Borg infecteert met een pathogeen dat de Koningin doodt en het Borg Unicomplex vernietigt.

## De techniek
De Borg assimileerden ook techniek van andere rassen. Ze zijn zelf niet goed in staat om techniek uit te vinden en te ontwikkelen, al gebeurt het wel.
Een aantal snufjes van de Borg:
- nanosondes
- assimilatiekamer
- Borg-node
- alkoof
- Incubatiekamer
- transwarpkanaal
- Borg-kubus
- Borg-bol
- Borg-commandoschip

### Bekende Borg
- De Borgkoningin
- Seven of Nine
- Hugh
- Icheb
- Jean-Luc Picard (is tijdelijk Borg geweest, maar daarna weer mens)